# Антонов (Добрушский район)
Антонов (бел. Антонаў, до 1938 года — Сырник) — посёлок в Утевском сельсовете Добрушского района Гомельской области Республики Беларусь.

## География

### Расположение
В 27 км на юг от Добруша и в 5 км от железнодорожной станции Тереховка, в 55 км от Гомеля.

### Водная система
Река Уть (приток реки Сож, в бассейне Днепра).

## Транспортная система
Транспортная связь по просёлочной дороге, а потом автодороге Тереховка — Гомель.
В посёлке 31 жилой дом (2004 год). Планировка складывается из прямолинейной улицы. Застройка двухсторонняя, деревянными домами.

## История
Посёлок основан в начале XX века переселенцами с соседних деревень. В 1926 году в посёлке действовало почтовое отделение, в Утевском сельсовете Краснобудского района Гомельского округа. В 1931 году организован колхоз.
Во время Великой Отечественной войны в сентябре 1943 года оккупанты полностью сожгли деревню и убили 2 мирных жителей.

## Население

### Численность
- 2004 год — 31 двор, 54 жителя

### Динамика
- 1926 год — 47 дворов, 227 жителей
- 2004 год — 31 двор, 54 жителя